# Finanzverfassungsgesetz 1948
Das Finanzverfassungsgesetz 1948 regelt die finanziellen Beziehungen der Gebietskörperschaften.
Aus dem Gesetz abgeleitete Rechtsnormen sind die Voranschlags- und Rechnungsabschlussverordnung sowie das Finanzausgleichsgesetz.